# Aéroport régional de Lafayette
L'aéroport régional de Lafayette est situé à 4 kilomètres au sud-est de la ville de Lafayette en Louisiane. L'aéroport accueille des lignes régionales qui desservent les villes de Houston, de Dallas et de Memphis au Texas et la ville d'Atlanta.
L'aéroport est également équipé d'un héliport très fréquenté notamment par les sociétés pétrolières installées dans la région du golfe du Mexique.

## Situation
| Alexandria Baton Rouge Lafayette Lake Charles La Nouvelle-Orléans Monroe Shreveport |

## Compagnies et destinations

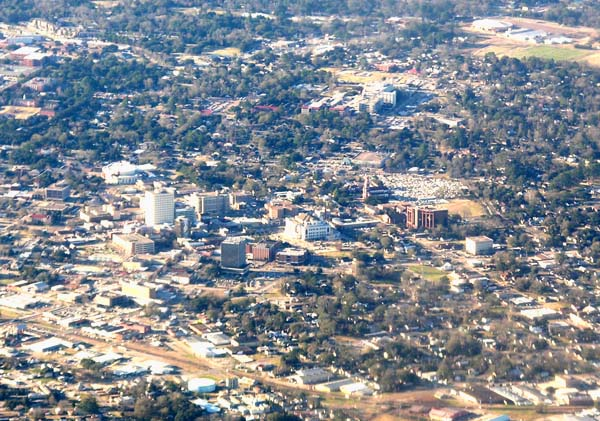
Vue aérienne de Lafayette depuis l'envol d'un avion.

| Compagnies       | Destinations        |
| ---------------- | ------------------- |
| American Eagle   | Dallas-Fort Worth   |
| Delta Air Lines  | Atlanta H.-Jackson  |
| Delta Connection | Atlanta H.-Jackson  |
| United Express   | Houston-George Bush |

Édité le 8 septembre 2017